# Oksen Lisowy
Oksen Wasylowycz Lisowy, ukr. Оксен Васильович Лісовий (ur. 21 lipca 1972) – ukraiński nauczyciel i działacz oświatowy, od 2023 minister oświaty i nauki.

## Życiorys
Część lat 80. spędził w Buriackiej ASRR, dokąd z przyczyn politycznych zesłany został jego ojciec. Ukończył szkołę artystyczną rzemiosła ludowego, a następnie studia z systemów bibliotecznych i informacyjnych w Kijowskim Państwowym Instytucie Kultury. Pracował jako nauczyciel, był też trenerem szermierki, wchodził w skład kierownictwa przedsiębiorstwa telekomunikacyjnego. W 2010 objął stanowisko dyrektora instytucji oświatowej pod nazwą Mała Akademia Nauk Ukrainy (MANU). W 2012 uzyskał stopień kandydata nauk w dziedzinie filozofii. W 2015 został docentem w Narodowej Akademii Nauk Ukrainy. W 2022 w trakcie inwazji Rosji na Ukrainę dołączył jako ochotnik do ukraińskich sił zbrojnych.
W marcu 2023 powołany na urząd ministra oświaty i nauki w rządzie Denysa Szmyhala. Pozostał na tym stanowisku również w utworzonym w lipcu 2025 gabinecie Julii Swyrydenko.